# Huber Ridge
Huber Ridge és una concentració de població designada pel cens dels Estats Units a l'estat d'Ohio. Segons el cens del 2000 tenia 4.883 habitants.

## Demografia
Segons el cens del 2000, Huber Ridge tenia 4.883 habitants, 1.737 habitatges, i 1.344 famílies. La densitat de població era de 1.729,7 habitants/km².
Dels 1.737 habitatges en un 43,1% hi vivien nens de menys de 18 anys, en un 60,4% hi vivien parelles casades, en un 13,1% dones solteres, i en un 22,6% no eren unitats familiars. En el 17% dels habitatges hi vivien persones soles el 4,5% de les quals corresponia a persones de 65 anys o més que vivien soles. El nombre mitjà de persones vivint en cada habitatge era de 2,81 i el nombre mitjà de persones que vivien en cada família era de 3,17.
Per edats la població es repartia de la següent manera: un 30,9% tenia menys de 18 anys, un 7,5% entre 18 i 24, un 34,2% entre 25 i 44, un 19,9% de 45 a 60 i un 7,5% 65 anys o més.
L'edat mediana era de 32 anys. Per cada 100 dones de 18 o més anys hi havia 90,3 homes.
La renda mediana per habitatge era de 51.289 $ i la renda mediana per família de 55.855 $. Els homes tenien una renda mediana de 37.386 $ mentre que les dones 27.733 $. La renda per capita de la població era de 19.842 $. Aproximadament el 2,2% de les famílies i el 3,8% de la població estaven per davall del llindar de pobresa.

## Poblacions més properes
El següent diagrama mostra les poblacions més properes.